# إدموند بوركي
إدموند بوركي (بالدنماركية: Edmund Bourke) هو دبلوماسي دنماركي، ولد في 2 نوفمبر 1761 في سينت كروا في الولايات المتحدة، وتوفي في 12 أغسطس 1821 في فيشي في فرنسا.